# Eisenbahnunfall von Lagny

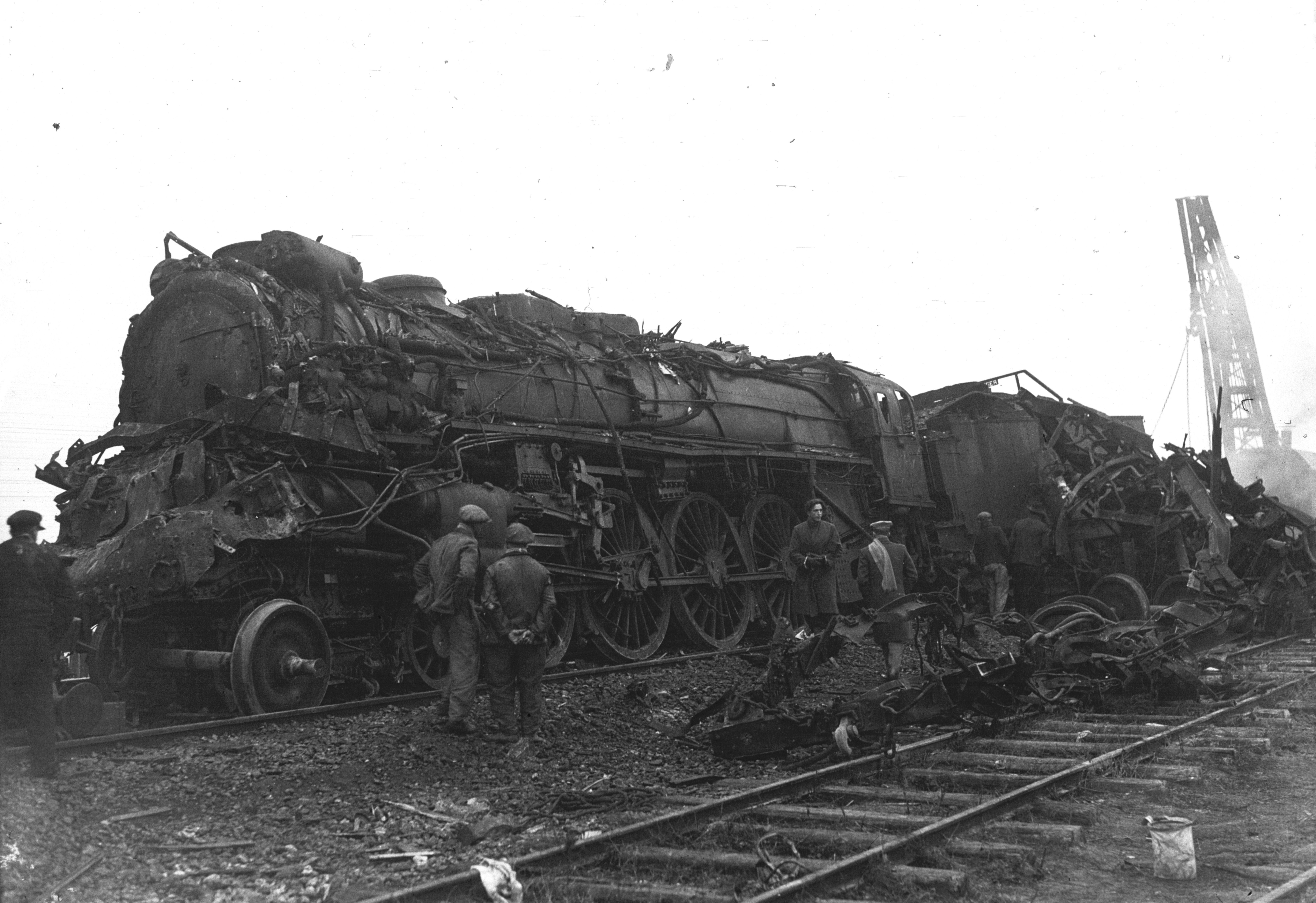
Die Lokomotive Est 241.017 des aufgefahrenen Zuges

Der Eisenbahnunfall von Lagny ereignete sich am 23. Dezember 1933, als ein Schnellzug von Paris nach Straßburg auf einen anderen Schnellzug von Paris nach Nancy auffuhr. Mit 204 Toten war dies einer der schwersten Eisenbahnunfälle in Friedenszeiten.

## Ausgangslage
Der Streckenabschnitt der Bahnstrecke Paris–Strasbourg, auf dem sich der Unfall ereignete, wurde damals von der Compagnie des chemins de fer de l’Est betrieben. Hier herrschte an diesem Abend sehr dichter Nebel.
Der Verstärkungszug Nr. 55 des vorweihnachtlichen Verkehrs von Paris nach Nancy hatte Paris Gare de l’Est um 19:31 Uhr mit fast 1 ½-stündiger Verspätung verlassen. Er führte ältere Wagen, deren Wagenkästen überwiegend aus Holz bestanden, und die nur noch eingesetzt wurden, weil durch den Feiertagsverkehr ein besonders hoher Bedarf an Fahrzeugen bestand. Zwischen Pomponne und Lagny-sur-Marne musste der Zug vor einem „Halt“ zeigenden Signal anhalten. Wegen der schlechten Sicht sicherten Zugbegleiter den Zug zusätzlich nach hinten mit Knallkapseln.
Dem ersten Zug folgte ein weiterer, der von Paris nach Straßburg unterwegs war. Dieser verließ den Pariser Ostbahnhof nur zwei Minuten nach dem ersten Zug. Beide Züge waren wegen des Weihnachtsverkehrs stark mit Reisenden besetzt.

## Unfallhergang
Das Personal auf der Lokomotive 241.017 des zweiten Zuges erkannte das Signal, das den vorderen Zug deckte, als „Fahrt frei“ zeigend. Die Knallkapseln hörte es nicht. Als der Schnellzug von Paris nach Nancy wieder zu beschleunigen begann, wurde er deshalb von hinten von dem zweiten Schnellzug von Paris nach Straßburg mit höchstzulässiger Geschwindigkeit, etwa 110 km/h, gerammt.

## Folgen
Bei dem Aufprall pflügte die Lokomotive des hinteren Zuges durch die letzten fünf Personenwagen des Zuges nach Nancy, deren hölzerne Wagenkästen völlig zertrümmert wurden. Bei dem Unfall starben 204 Menschen und es gab 120 Verletzte., die überwiegende Zahl in den letzten fünf Wagen des Zuges nach Nancy.
Die Toten wurden in der zur Trauerhalle umfunktionierten Gepäckabfertigung des Pariser Ostbahnhofs aufgebahrt, wo unter anderem auch der französische Präsident Albert Lebrun Abschied von den Toten nahm.
Die eingesetzte Untersuchungskommission kam zu keinem eindeutigen Ergebnis. Der Lokomotivführer des Zuges nach Straßburg wurde in dem Strafverfahren gegen ihn wegen Zweifeln am ordnungsgemäßen Funktionieren der Signale in dubio pro reo am 25. Januar 1935 freigesprochen.

## Konsequenzen
In Konsequenz des Unfalls wurden eine Reihe von Modernisierungen und Änderungen verfolgt:
- Die Ausmusterung von Personenwagen mit Holzaufbau aus dem 19. Jahrhundert wurde forciert, da Wagen aus Stahl sehr viel stabiler sind. Infolge des Zweiten Weltkrieges konnten allerdings erst 1962, dann durch die SNCF, die letzten ausgemustert werden.
- Die Beleuchtung der Signale wurde von Petroleumlampen auf Glühbirnen umgestellt, die viel heller und damit besser sichtbar waren.
- Die Signalisierung auf den Hauptstrecken wurde grundlegend geändert. Dazu wurde das Vorsignal, das bis dahin aus zwei schlecht sichtbaren grünen Lampen bestand, durch eine gelbe Lampe ersetzt.
- Das Haltesignal, das sich bis dahin aus einem grünen und einem roten Licht zusammensetzte, wurde auf ein rotes Licht umgestellt.
- Das Signal „Fahrt frei“, bis dahin ein weißes Licht, wurde auf ein grünes Licht umgestellt, um die Verwechslungsgefahr zu reduzieren.
- Die Kombination der Lichter bei Signalen, die zugleich Haupt- und Vorsignal waren und bis zu vier Lichter zeigten, wurde vereinfacht, um eine bessere Übersicht herzustellen.